# Макфарлейн, Эррол
Эррол Макфарлейн (англ. Errol McFarlane; 10 октября 1977 года, Порт-оф-Спейн, Тринидад и Тобаго) — тринидадский футболист, нападающий. Выступал за сборную Тринидада и Тобаго.

## Клубная карьера
Начинал свою карьеру в тринидадском клубе «Дефенс Форс». Затем Макфарлейн в течение многих лет выступал в Ливане. В 2001 году, играя за «Аль-Неймех», он стал лучшим бомбардиром местного первенства. В 2001 и 2005 году форвард пробовал свои силы в Исландии.
Завершил свою карьеру Макфарлейн в 2011 году в тринидадском «Норт-Ист Старзе».

## Карьера в сборной
За сборную Тринидада и Тобаго нападающий дебютировал в 2001 году. Входил в расширенный список кандидатов на участие в ЧМ-2006 в Германии, но в окончательную заявку сборной не попал. В 2007 году Эррол Макфарлейн вместе с национальной командой участвовал в Золотом кубке КОНКАКАФ в США.
Всего за неё он провел 14 матчей, в которых забил 7 голов.

## Достижения

### Командные
- Чемпион Тринидада и Тобаго (2): 1999, 2002
- Чемпион Ливана (4): 1999/00, 2001/02, 2003/04, 2004/05
- Обладатель Кубка Ливана: 2007/08
- Обладатель Кубка Исландии: 2001
- Финалист Кубка АФК: 2005

### Личные
- Лучший бомбардир Чемпион Ливана: 2000/01